# Storbeck-Frankendorf
Storbeck-Frankendorf är en kommun och ort i Landkreis Ostprignitz-Ruppin i förbundslandet Brandenburg i Tyskland. 
Kommunen ingår i kommunalförbundet Amt Temnitz tillsammans med kommunerna Dabergotz, Märkisch Linden, Temnitzquell, Temnitztal och Walsleben.
Kommunen bildades den 10 januari 2002 genom en sammanslagning av de tidigare kommunerna Frankendorf och Storbeck.